# لی مو
لی مو (درگذشته ۲۲۹ پیش از میلاد)، نام شخصی زو (繓)، نام محترم مو (牧)، یک ژنرال نظامی چینی در ایالت ژائو در دوره ایالت‌های جنگ‌طلب بود. او در فولکلور چینی به‌عنوان یکی از چهار ژنرال بزرگ دوره ایالت‌های جنگ‌طلب متأخر، همراه با بای چی، وانگ جیان و لیان پو شناخته می‌شود. او به‌عنوان یکی از بهترین فرماندهان تاکتیک دفاعی در جنگ‌های باستانی در نظر گرفته می‌شود.

## زندگی
در سال ۲۶۵ پیش از میلاد، لی مو در فرمانداری یانمن مستقر شد و دستور گرفت که از فرمانداری‌های شمال غربی یان‌شان (雁山) و دایجون (代郡) در برابر حملات توسط شیونگ‌نو (匈奴) و سایر قبایل دفاع کند. او در ابتدا استراتژی کاملاً تدافعی اتخاذ کرد که به ترسویی متهم شد و در نتیجه با یک فرمانده تهاجمی‌تر جایگزین شد.
دولت ژائو ارتش خود را با ۱٬۳۰۰ ارابه جنگی، ۱۳٬۰۰۰ سواره‌نظام، ۵۰٬۰۰۰ پیاده‌نظام و ۱۰۰٬۰۰۰ تیرانداز آماده کرد. این ارتش در مناطق روستایی پراکنده شد. شیونگ‌نو نیرویی کوچک برای حمله به مرز ارسال کردند و لی مو وانمود کرد که شکست خورده و چند هزار نفر را به شیونگ‌نوها واگذار کرد. چانیو (یا شان‌یو، عنوان رئیس شیونگ‌نوها) از این خبر مطلع شد و نیروی بزرگی را برای حمله به ژائو فرستاد. ژائو به دو ارتش تقسیم شد، شیونگ‌نوها را محاصره کرده و شکست داد، صدها هزار نفر و اسب را کشت. سپس ژائو دَن لَن را هلاک کرد، دونگ هو را شکست داد و لین هو را مجبور به تسلیم کرد. شان‌یو نیز فرار کرد.
در سال ۲۴۳ پیش از میلاد، لی مو فرماندهی جنگ علیه یان را بر عهده گرفت و توانست ووسوی (武遂) و فانگ‌چنگ (方城) را فتح کند.
بعدها، با افزایش تهدید از سوی چین به‌ویژه با تاج‌گذاری پادشاه ژنگ، لی مو توجه خود را بیشتر به مناطق غربی ژائو معطوف کرد. دولت ژائو به‌طور چشمگیری ضعیف شده بود. پس از شکست سنگین در برابر نیروهای چین به رهبری بای چی در نبرد نبرد چانگ‌پینگ در سال ۲۶۰ پیش از میلاد که در آن ژائو تقریباً تمام ارتش خود را از دست داده بود، بیشتر اراضی اصلی ژائو سقوط کرد. افزون بر این، ژائو به‌دلیل ضعف کشورهای وی، یان و هان از حمایت خارجی محروم بود، درحالی‌که کی و چو بیشتر مایل بودند که شاهد انقراض این پادشاهی باشند تا مواجهه با چین قدرتمند.
لی مو همچنان می‌توانست در برابر نیروهای بسیار قوی‌تر چین مقاومت کند و رقابت کند؛ بنابراین درحالی‌که چین می‌توانست به راحتی به وی و هان حمله کند، اما حمله به ژائو برای آن‌ها سخت‌تر بود.
در سال ۲۳۳ پیش از میلاد، هنگامی که نیروهای چین تحت فرماندهی هوان یی (桓齮) به شهرهای چی‌لی (赤麗) و یی‌آن (宜安) حمله کردند، لی مو به‌عنوان فرمانده ارشد ارتش ژائو منصوب شد و با شکست دادن ارتش چین در یی‌آن (宜安)؛ در حدود شژیاژوانگ کنونی در استان هبی یا فِی‌سیا (肥)؛ غرب شِنژو کنونی در استان هبی جمهوری خلق چین، این پیروزی را به دست آورد. به‌خاطر این دستاورد، او به‌عنوان نمادی از ووآن (武安君) مورد تقدیر قرار گرفت.
در سال ۲۳۲ پیش از میلاد، ارتش چین به ژائو حمله کرده و شهر لانگ‌منگ را تصرف کرد، اما در نبرد فانوو (番吾)؛ در شهرستان پینگ‌شان، استان هبی توسط لی مو دوباره شکست خورد. طبق برخی تفسیرها، لی مو همچنین توانست از هجوم مشترک هان و وی به جنوب ژائو جلوگیری کند و بعد از این نبرد، نیروهای ژائو به منطقه پایتخت خود عقب‌نشینی کردند.
در سال ۲۲۹ پیش از میلاد، وانگ جیان به ژائو حمله کرد، اما او (به همراه دیگر فرماندهان مانند یانگ دوآن‌هه، چیانگ لی و لی شین) نتوانست در برابر لی مو پیشرفتی داشته باشد و نتیجه جنگ به بن‌بست رسید. حذف لی مو برای چین ضروری شد تا بتواند ژائو را فتح کند و در نهایت چین را متحد کند. چین تصمیم گرفت جاسوسانی را به دربار ژائو بفرستد، با رشوه دادن به درباریان کلیدی مانند گو کای (郭開) و هان چانگ (韓倉) تا پادشاه ژائو را قانع کنند که لی مو و سیما شان (司馬尚) را با ژائو تسونگ (趙蔥) و یان جو (顏聚) به عنوان فرماندهان جایگزین کند و ادعا کنند که آن‌ها در حال برنامه‌ریزی شورش هستند. این طرح موفق شد. لی مو از سمت خود برکنار شد و به زودی بر اساس دستور پادشاه یا اعدام شد یا مجبور به خودکشی شد.
با مرگ لی مو، سقوط ژائو غیرقابل اجتناب شد و این دولت به سرعت توسط نیروهای چین نابود گردید. در چند سال بعد، دولت دای نیز سقوط کرد و بدین ترتیب باقی‌مانده‌های آخرین آثار ژائو پایان یافت.

## در فرهنگ عامه
لی مو در مانگای کینگدام با نام ریبوکو به تصویر کشیده شده است.